# Too Late for Apologies
Too Late for Apologies är Umeå-baserade hardcorebandet Final Exits första och enda EP, utgiven 1997 som en sjutumsvinyl av Third Party Records.

## Låtlista[1]

### Sida A
1. "Sing Along"
2. "You Suck"
3. "Blood"
4. "Bent Out of Shape"

### Sida B
1. "Scene Pride"
2. "Oil Unit Corps God Government"
3. "And Never Again"
4. "I Do Believe in the USA"

## Personal[1]
- Anders – gitarr
- Dennis Lyxzén (D-Rp) – bas, layout
- David Sandström (Dave Exit) – sång
- Kristofer Steen (Kid Stone) – gitarr (2)
- Pär Hansson (SxE Guile) – trummor
- Axel – layout
- Pat Daly – layout
- Joe Garlipp – layout
- Johan Dahlroth – fotografi
- Renström – fotografi